# Schoolboys in Disgrace
Schoolboys in Disgrace nebo The Kinks Present Schoolboys in Disgrace je čtrnácté studiové album anglické rockové skupiny The Kinks. Autorem ilustrace na obálce je Mickey Finn z kapely T. Rex. Později se umístila na seznamu nejhorších obalů alb všech dob časopisu NME.

## Seznam skladeb
Autorem všech skladeb je Ray Davies.
| Strana 1 | Strana 1                       | Strana 1 |
| Pořadí   | Název                          | Délka    |
| -------- | ------------------------------ | -------- |
| 1.       | Schooldays                     | 3:31     |
| 2.       | Jack the Idiot Dunce           | 3:19     |
| 3.       | Education                      | 7:07     |
| 4.       | The First Time We Fall in Love | 4:01     |

| Strana 2 | Strana 2             | Strana 2 |
| Pořadí   | Název                | Délka    |
| -------- | -------------------- | -------- |
| 1.       | I'm in Disgrace      | 3:21     |
| 2.       | Headmaster           | 4:03     |
| 3.       | The Hard Way         | 2:35     |
| 4.       | The Last Assembly    | 2:45     |
| 5.       | No More Looking Back | 4:27     |
| 6.       | Finale               | 1:02     |

## Obsazení
The Kinks
- Ray Davies – zpěv, kytara, klavír
- Dave Davies – sólová kytara, zpěv
- Mick Avory – bicí
- John Dalton – baskytara
- John Gosling – klávesy

Další hudebníci
- John Beecham – pozoun
- Alan Holmes – saxofon
- Nick Newell – tenorsaxofon
- Pamela Travis – doprovodné vokály
- Debbie Doss – doprovodné vokály
- Shirley Roden – doprovodné vokály